# غافين كلينش
غافين كلينش (بالإنجليزية: Gavin Clinch)‏ هو لاعب دوري الرغبي أسترالي، ولد في 13 سبتمبر 1974.